# Pruitt-Igoe

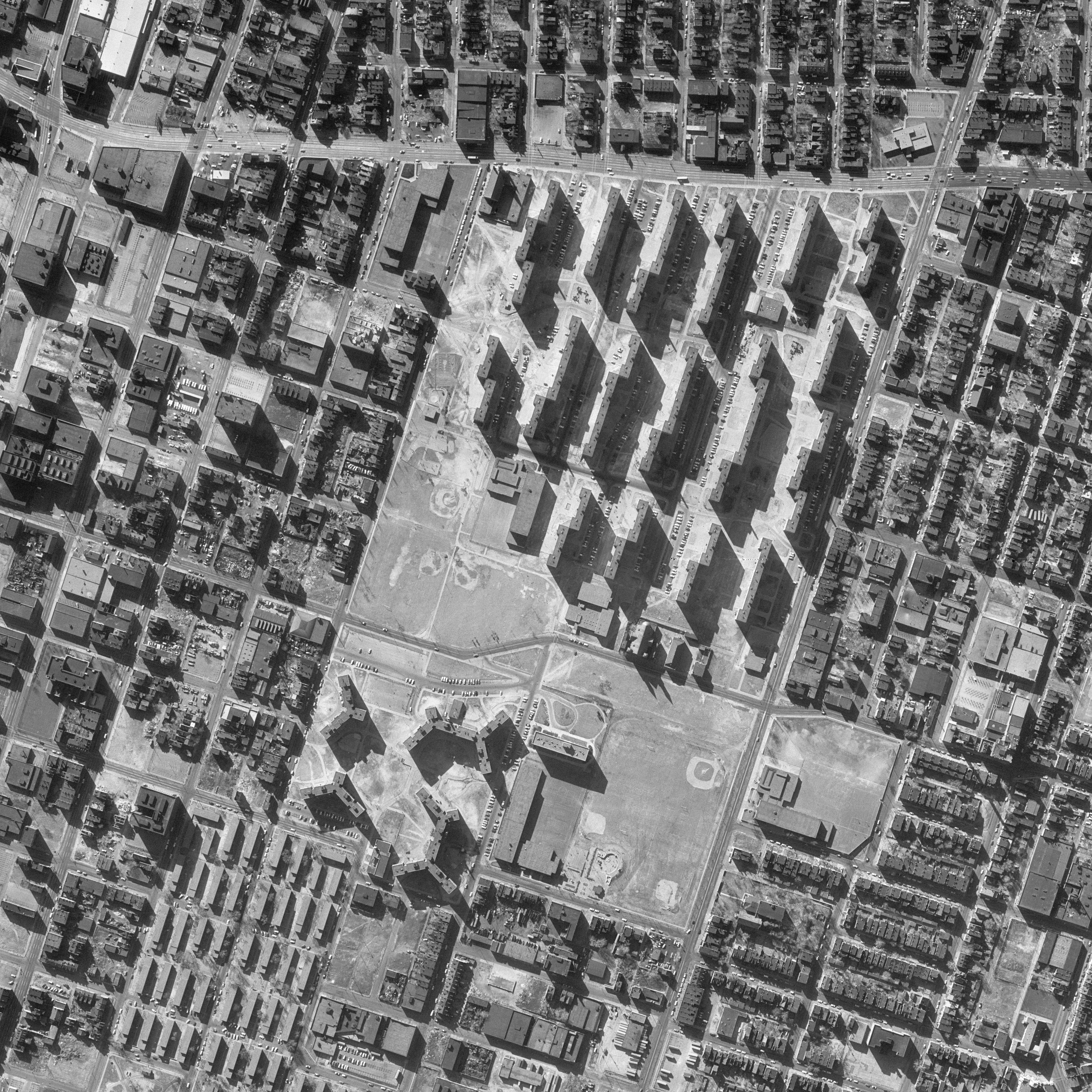
Vue aérienne de Pruitt-Igoe (1968)

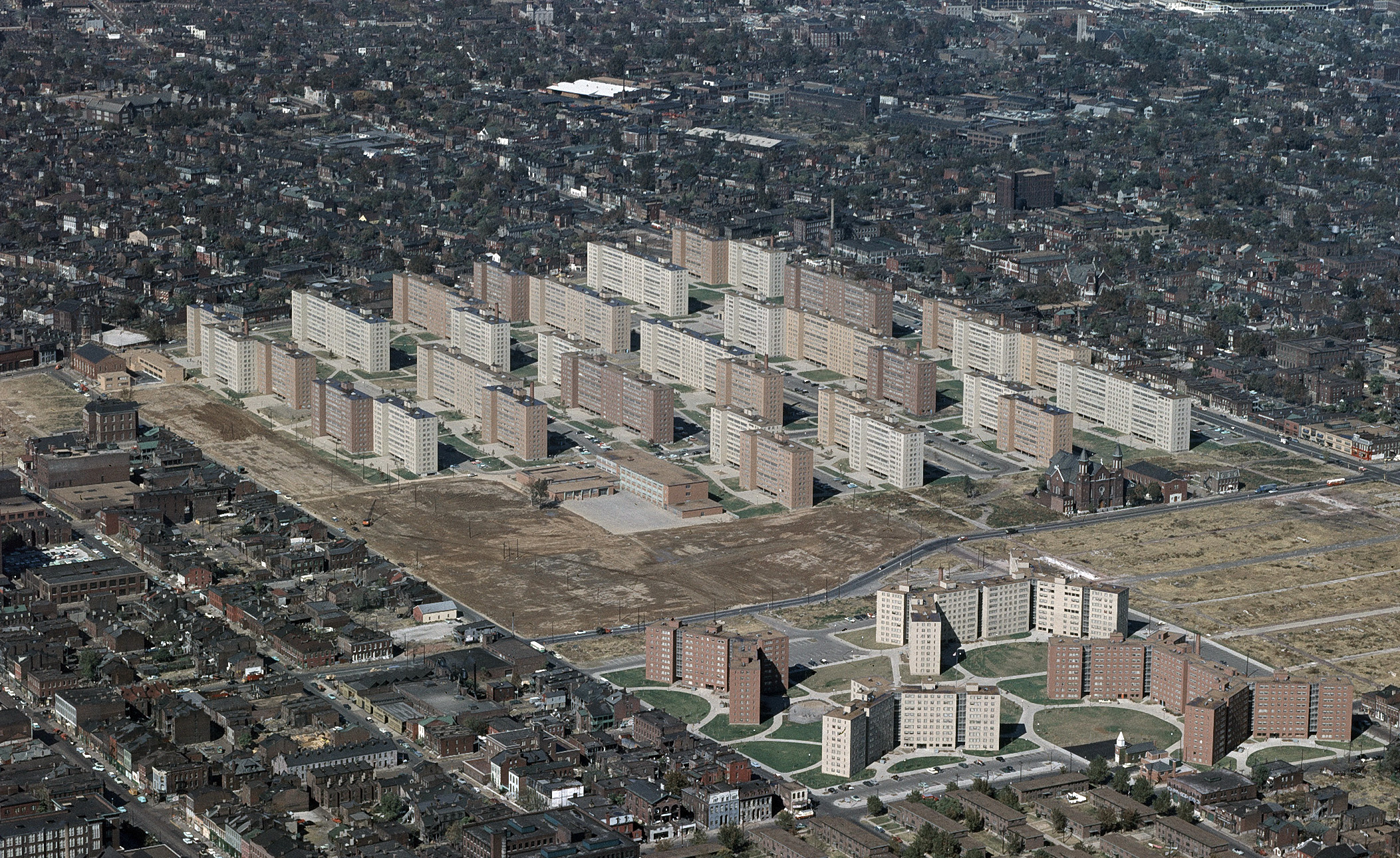
Le quartier de Pruitt-Igoe a été l'un des symboles des difficultés qu'ont connues certains centres urbains américains au XXe siècle.

Pruitt-Igoe était un grand quartier d'habitat social construit dans les années 1950 à Saint-Louis (Missouri) aux États-Unis. Il comportait 33 immeubles et 2 870 logements. Minoru Yamasaki, qui a réalisé le World Trade Center, en a été l'architecte. Ce quartier a été démoli en 1972, après seulement vingt années d'occupation.

## Contexte
La ville de Saint-Louis, installée au bord du fleuve Mississipi, a connu une forte croissance de sa population depuis sa fondation, mais était limitée pour son évolution par ses limites administratives. Peu d'aménagements ont été réalisés pendant l'entre-deux-guerres, et il fut donc décidé en 1949 (loi sur le logement dans le cadre du Fair Deal du président Harry S. Truman), de réhabiliter totalement certains quartiers en y construisant des cités regroupant des immeubles de logements sociaux.
Dès 1950, Saint-Louis reçoit une aide fédérale pour bâtir 5 800 logements. La première cité (704 logements dans 12 immeubles) fut Cochran Gardens, en 1953, destinée aux résidents blancs en situation financière difficile. Elle fut suivie par Pruitt-Igoe, Darst-Webbe et Vaughan. Pruitt-Igoe était construite pour des locataires jeunes de la classe moyenne, les Blancs et les Noirs étant installés dans des immeubles séparés. La ségrégation dans le logement social n'a été abolie qu'en 1956 dans l'État du Missouri .

## Description de la cité
En 1950 la ville de Saint-Louis confie à la société « Leinweber, Yamasaki & Hellmuth » la construction de la cité de Pruitt-Igoe. Le nom de cette cité est un hommage à un pilote de chasse afro-américain de la Seconde Guerre mondiale originaire de la ville, Wendell O. Pruitt, et à William L. Igoe, ancien élu du Congrès. Dès le départ, la cité était divisée en deux : Pruitt pour les locataires noirs, et Igoe pour les Blancs. La cité était délimitée par la Cass Avenue au nord, North Jefferson Avenue à l'ouest, Carr Street au sud, et North 20th Street à l'est, sur le terrain d'un ancien ghetto noir appelé « De Soto-Carr ».
Le projet est confié à l'architecte Minoru Yamasaki, dont c'était la première grande mission. Il propose d'abord un ensemble d'immeubles de différentes tailles, mais les contraintes budgétaires lui imposent une construction uniforme de 33 immeubles de onze étages, sur un terrain de 23 hectares.
En 1951, la revue Architectural Forum décerne au projet le prix du « meilleur logement », « (the best high apartment) » de l'année[réf. nécessaire]. En effet, Yamasaki s'était inspiré de certains principes du Corbusier et du Congrès international d'architecture moderne. Les immeubles étaient construits en réservant les premiers niveaux à des espaces communs. Des rangées d'arbres devaient être plantées le long de chaque immeuble, développant le concept de l'urbaniste américain Harland Bartholomew. En fait, il fallut des pétitions de locataires pour installer des jeux pour enfants, et les places de parking comme les aires de jeux sont toujours restés insuffisants.
Les logements étaient de petite taille, avec des petites cuisines, mal ventilées. Les ascenseurs fonctionnaient en desserte alternée en ne s'arrêtant qu'aux premier, quatrième, septième et dixième étage, imposant aux locataires d'utiliser les escaliers pour les niveaux intermédiaires. Les étages desservis par ascenseur comportaient des couloirs larges, des buanderies communes et des vide-ordures, selon le principe des rues intérieures du Corbusier. En fait, ces étages, mal éclairés, sont vite devenus le repaire de voyous.
Malgré les restrictions financières pesant sur le projet, la construction de Pruitt-Igoe a coûté 36 millions de dollars, au-dessus de la moyenne pour des logements sociaux.
Pruitt-Igoe a été immédiatement le symbole du renouveau du logement social et devint la référence pour des projets immobiliers dans l'ensemble des États-Unis, malgré la médiocre qualité de la réalisation finale.

## Le déclin

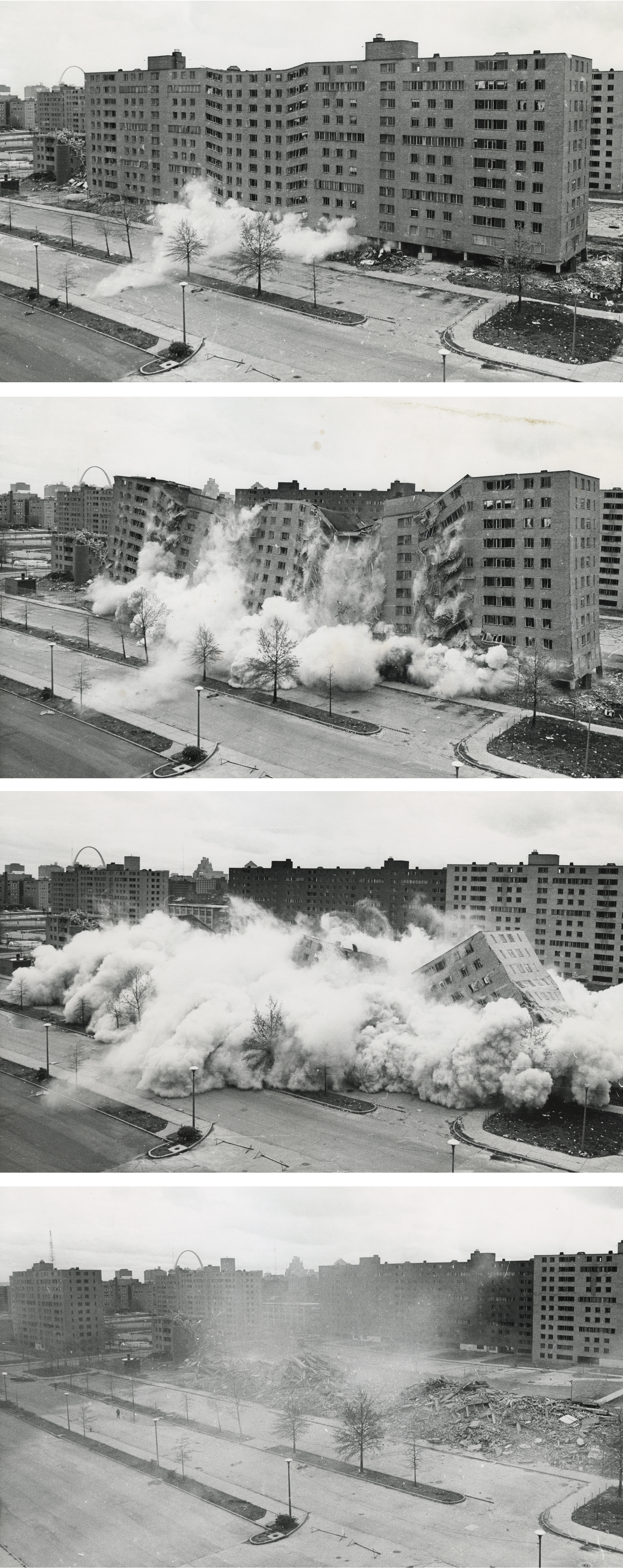
Avril 1972. Démolition du deuxième immeuble de Pruitt-Igoe, retransmise à la télévision.

En 1956, la loi sur la ségrégation dans les logements fut abolie dans le Missouri, et en moins de deux ans, la plupart des locataires blancs ont quitté la cité.
Beaucoup de logements étaient vacants (entre 30 et 40 % selon les sources). En moins de dix ans, la cité pouvait être considérée comme abandonnée et dangereuse, au vu des détériorations qu'elle avait subies. En 1971, Pruitt-Igoe ne comptait plus que 600 habitants dans 17 immeubles. Les 16 autres étaient fermés définitivement. À la même période, le village de Carr, un quartier pavillonnaire voisin, restait entièrement habité et calme.

## La démolition
En 1968, le Département fédéral du logement a commencé à proposer aux locataires de quitter la cité.
En décembre 1971, la décision est prise de démolir deux immeubles de Pruitt-Igoe. Les autorités pensaient que la réduction progressive du nombre d'immeubles pouvait améliorer la situation. Pruitt-Igoe avait déjà coûté 57 millions de dollars...
Plusieurs scénarios de réhabilitation ont aussi été proposés, comme celui de réduire la hauteur des immeubles à quatre étages seulement.
Le premier immeuble a été démoli le 16 mars 1972 à 15 heures ; le deuxième le 22 avril 1972. Le 15 juillet, les deux immeubles étaient rasés. Pendant que les autorités réfléchissaient à des plans de réhabilitation, la cité continuait à agoniser. La cité fut entièrement rasée en 1976. La date de la démolition du complexe a été immortalisée par Charles Jencks comme la "mort de l'architecture moderne" dans son ouvrage intitulé "Le langage de l'architecture post-moderne", paru en 1977.
Actuellement, le quartier héberge différents établissement scolaires, au milieu d'un parc (le parc DeSoto). Les quartiers alentour sont constitués de zones pavillonnaires.

## Divers
En 1982, le film Koyaanisqatsi de Godfrey Reggio avec une musique de Philip Glass, comporte une séquence intitulée Pruit Igoe [sic] illustrée par la retransmission télévisée de la démolition de ce quartier. 